# Carpe risum. Inmediaciones de Rabelais
Carpe risum. Inmediaciones de Rabelais es un libro póstumo del escritor y humanista mexicano Ernesto de la Peña publicado en 2015 por el Fondo de Cultura Económica. El ensayo literario ofrece una visión actualizada de Gargantúa y Pantagruel que permite conocer el ambiente de la Francia del siglo XVI en la que vivió François Rabelais y comprender su legado. De la Peña elige para su título la expresión latina carpe risum "vive la risa"  para dar cuenta del sentido humorístico que impregna la obra del renacentista francés.  
Rabelais propone algo equivalente a acercarnos a la vida con una actitud más inteligente que la austeridad, que nos riamos de todos y de nosotros mismos. 
Carpe Risum está dividido en una introducción y tres partes:
1. Los tiempos de Rabelais
2. El universo de Rabelais
3. El legado

En su ensayo, de la Peña analiza el entorno sociopolítico en el que Rabelais produjo su obra máxima. Explora las consecuencias de la Reforma Protestante en la vida cotidiana y mentalidad de la población gala e identifica sus ecos en la narrativa del humanista francés.  Asimismo, de la Peña compara la vida y obra del francés con Miguel de Cervantes Saavedra, Shakespeare, Quevedo e, incluso, James Joyce. También refiere a Tomás Moro y Erasmo de Róterdam como influencias fundamentales para la escritura de la novela. Durante la presentación del ensayo póstumo en la Sala Manuel M. Ponce del Palacio de Bellas Artes, el escritor Philippe Olle’-Laprune expresó:  
Con enorme conocimiento, sencillez, visión actualizada y sentido del humor, De la Peña, además de hablar de los mecenazgos, vino, tradiciones orales y poesía árabe, aborda cómo Rabelais logró escapar a los problemas de censura gracias a la risa, a lo grotesco, a la farsa.
Su conocimiento sobre humanidades clásicas y filología, permitieron al políglota mexicano asombrarse con los juegos lingüísticos del autor francés que combina voces clásicas con el habla coloquial del pueblo, así como detectar con precisión sus fuentes grecolatinas y bíblicas. Asimismo, el ensayista mexicano revela los estrechos vínculos entre el vino, la fiesta y la risa en Gargantúa y Pantagruel, "el goce de beber vino, sin llegar a embrutecer, como goce ético y estético" comentó María Luisa Tavernier durante la presentación.

El ensayo revela múltiples coincidencias en los intereses y conocimientos de ambos humanistas. Sobre Carpe Risum comenta Vicente Quirarte: 
Para llegar a ese tiempo perfecto y dialogar como iguales, el humanista del siglo XXI (Ernesto de la Peña) desmantela el entramado fecundo de los tiempos y espacios del clásico francés. El resultado es un libro donde van de la mano el pensamiento y el gozo, el rigor y la alegría. 